# سامي شبك
سامي أحمد علي سفر الأربيلي أو سامي أحمد علي شبك وهو سياسي عراقي من أصل تركماني أو شبكي، يشغل منصب الأمين العام لجمعية الليبراليين التركمان، وضمن التحالف الكردستاني.
شغل منصب عضو في الجمعية الوطنية الانتقالية المؤقتة عامي 2004 و2005، وكان عضوا في لجنة العلاقات الخارجية في الجمعية.
كما كان عضوا في لجنة صياغة الدستور العراقي.
كما شغل منصب نائب رئيس هيئة النزاهة العامة، علما أنه قد حكمت محكمة جنايات نينوى عليه بتاريخ 31 كانون الأول 1991 بالسجن لمدة 10 سنوات بقضية اختلاس وأطلق سراحه من قسم إصلاح الكبار في محافظة نينوى.